# Aphrodite (album)
Aphrodite je jedenácté studiové album australské zpěvačky Kylie Minogue. Jde o první studiové album od roku 2007, kdy vyšla deska s názvem X. Aphrodite bylo uvedeno singlem All the Lovers a celosvětově vyšlo na konci června 2010.
Album se hned po vydání vyhouplo na první příčku britské albové hitparády UK Albums Chart, stejně jako zpěvaččino debutové album Kylie, před dvaceti dvěma lety v roce 1988. Ve Velké Británii je to celkem popáté, kdy její album obsadilo první příčku hitparády. Zůstává také jedinou umělkyní, jíž se podařilo vyhrát tuto hitparádu ve čtyřech po sobě jdoucích dekádách, počínaje 80. lety.

## Další informace
Nahrávací společnost Parlophone popisuje album jako její návrat k disco kořenům. „Když jsem nahrávala singl All the Lovers, měla jsem husí kůži. Všichni kolem jsme cítili tu euforii,“ uvedla sama zpěvačka. Album obsahuje převážně taneční nahrávky, výjimkou jsou pomalejší písně Closer a Everything Is Beautiful. Vyšlo ve dvou verzích – základní, která obsahuje 12 písní a sběratelské, jež byla nahrána v digipacku spolu s bonusovým DVD. Pro japonský trh vyšlo CD s třináctou nahrávkou Heartstrings. Ti, kteří si album stáhnou ze serveru iTunes, získaji navíc píseň Mighty Rivers.

## Seznam skladeb

### Vydání Standard/Deluxe
| Č.  | Skladba                                                                                              | Čas  |
| --- | --- | ---- |
| 1.  | All the Lovers Jim Eliot, Mima Stilwell                                                              | 3:22 |
| 2.  | Get Outta My Way Mich Hansen, Lucas Secon, Damon Sharpe, Peter Wallevik, Daniel Davidsen             | 3:38 |
| 3.  | Put Your Hands Up (If You Feel Love) Finlay Dow-Smith, Miriam Nervo, Olivia Nervo                    | 3:37 |
| 4.  | Closer Price, Beatrice Hatherley                                                                     | 3:09 |
| 5.  | Everything Is Beautiful Fraser T. Smith, Tim Rice-Oxley                                              | 3:25 |
| 6.  | Aphrodite Nerina Pallot, Andy Chatterley                                                             | 3:45 |
| 7.  | Illusion Kylie Minogue, Stuart Price                                                                 | 3:21 |
| 8.  | Better than Today Pallot, Chatterley                                                                 | 3:26 |
| 9.  | Too Much Minogue, Calvin Harris, Jake Shears                                                         | 3:16 |
| 10. | Cupid Boy Sebastian Ingrosso, Magnus Lidehall, Nick Clow, Luciana Caporaso                           | 4:26 |
| 11. | Looking For An Angel Minogue, Price                                                                  | 3:49 |
| 12. | Can't Beat The Feeling Hannah Robinson, Pascal Gabriel, Borge Fjordheim, Matt Prime, Richard Philips | 4:09 |

## Vydání ve světě
| Stát               | Datum            | Label      | Formát                                |
| ------------------ | ---------------- | ---------- | ------------------------------------- |
| Japonsko           | 30. června 2010  | EMI        | CD CD + DVD (Deluxe Edition) Download |
| Austrálie          | 2. července 2010 | Warner     | CD CD + DVD (Deluxe Edition) Download |
| Německo            | 2. července 2010 | EMI        | CD CD + DVD (Deluxe Edition) Download |
| Nizozemsko         | 2. července 2010 | EMI        | CD CD + DVD (Deluxe Edition) Download |
| Švýcarsko          | 2. července 2010 | EMI        | CD CD + DVD (Deluxe Edition) Download |
| Rakousko           | 2. července 2010 | EMI        | CD CD + DVD (Deluxe Edition) Download |
| Španělsko          | 2. července 2010 | EMI        | CD CD + DVD (Deluxe Edition) Download |
| Spojené království | 5. července 2010 | Parlophone | CD CD + DVD (Deluxe Edition) Download |
| Mexiko             | 5. července 2010 | EMI        | CD CD + DVD (Deluxe Edition) Download |
| Brazílie           | 5. července 2010 | EMI        | CD CD + DVD (Deluxe Edition) Download |
| Francie            | 5. července 2010 | EMI        | CD CD + DVD (Deluxe Edition) Download |
| Dánsko             | 5. července 2010 | EMI        | CD CD + DVD (Deluxe Edition) Download |
| USA                | 6. července 2010 | Capitol    | CD CD + DVD (Deluxe Edition) Download |
| Kanada             | 6. července 2010 | EMI        | CD CD + DVD (Deluxe Edition) Download |

## Umístění v hitparádách
| Hitparáda (2010)                     | Nejvyšší umístění |
| ------------------------------------ | ----------------- |
| Austrálie                            | 2                 |
| Rakousko                             | 3                 |
| Belgie (Vlámsko)                     | 4                 |
| Belgie (Valonsko)                    | 3                 |
| Kanada                               | 8                 |
| Chorvatsko                           | 11                |
| Česko                                | 5                 |
| Dánsko                               | 21                |
| Nizozemsko                           | 4                 |
| European Top 100 Albums              | 1                 |
| Finsko                               | 22                |
| Francie                              | 3                 |
| Německo                              | 3                 |
| Řecko                                | 1                 |
| Maďarsko                             | 18                |
| Irsko                                | 5                 |
| Itálie                               | 9                 |
| Japonsko                             | 28                |
| Mexiko                               | 22                |
| Nový Zéland                          | 11                |
| Polsko                               | 6                 |
| Skotsko                              | 1                 |
| Španělsko                            | 2                 |
| Švédsko                              | 9                 |
| Švýcarsko                            | 2                 |
| Velká Británie                       | 1                 |
| US Billboard 200                     | 19                |
| US Billboard Dance/Electronic Albums | 2                 |

## Singly
| Rok  | Singl             | Umístění v hitparádě | Umístění v hitparádě | Umístění v hitparádě | Umístění v hitparádě | Umístění v hitparádě | Umístění v hitparádě | Poznámka                                                      |
| Rok  | Singl             | DE                   | AT                   | CH                   | UK                   | US                   | AUS                  | Poznámka                                                      |
| ---- | ----------------- | -------------------- | -------------------- | -------------------- | -------------------- | -------------------- | -------------------- | ------------------------------------------------------------- |
| 2010 | All The Lovers    | 10                   | 5                    | 6                    | 3                    | 102                  | 13                   | Vydáno: 11. června 2010 (DE) Video: Joseph Kahn               |
| 2010 | Get Outta My Way  | 41                   | 61                   | 23                   | 12                   | 105                  | 69                   | Vydáno: 27. září 2010 Video: AlexandLiane                     |
| 2010 | Better Than Today | -                    | -                    | -                    | 32                   | -                    | 55                   | Vydáno: 3. prosince 2010 Video: Kylie Minugue & William Baker |

## Certifikace
| Stát               | Poskytovatel | Certifikace     |
| ------------------ | ------------ | --------------- |
| Austrálie          | ARIA         | Platinová deska |
| Spojené království | BPI          | Platinová deska |